# LOW IQ 01
LOW IQ 01（LOW-IQ-01、LOW IQ ICHI、ロー・アイキュー・イチ、本名：市川昌之、1970年12月13日 - ）は、日本のミュージシャンである。愛称は「いっちゃん」。

## 人物
既婚。パンク・ロックバンドSUPER STUPIDのベーシストとしての活動などを経て、1999年にソロ活動を開始。
2016年には自主レーベル「MASTER OF MUSIC RECORDS」を立ち上げ、楽曲のほかにWEB限定でアパレル展開を開始。
ミュージシャンでありながらファッション雑誌への掲載、様々なジャンルの人物との対談など、音楽性のミクスチャーにも通じる幅広い人脈を持つ。

## 来歴
(SUPER STUPID結成前)
- 會田茂一、後のGARNIの古谷エイジとGAS BAGを結成[1]。
- COKEHEAD HIPSTERSやAPOLLO'Sにサックス奏者として参加[2][1]。
- 會田茂一らとともにACROBAT BUNCHを結成[1]。
- 大高ジャッキー、佐藤 浩らとSUPER STUPIDを結成。

1999年
- SUPER STUPIDが活動停止後、ソロ活動を開始。
- 10月26日、BRAHMANのツアーにてMASTER LOWとしてソロ活動後の初出演を果たす[3]。

2001年
- 9月2日、矢沢永吉のトリビュートに参加したことが切っ掛けでシークレットバンドにベーシストとして参加[3][4]。

2006年
- プロレスラー柴田勝頼の入場曲「Takeover」を作曲[5]。

2007年
- LOW IQ & THE BEAT BREAKER／LOW IQ 01 & THE RHYTHM MAKERSを始動。
- avex傘下のcutting edgeよりLOW IQ 01としてメジャーデビュー[3]。ミニアルバム『THAT’S THE WAY IT IS』をリリース。
- CA4LA10周年の音楽イベントに出演し、その縁で大舞台の際にはCA4LAのオリジナルの帽子を作成するようになる[6]。

2009年
- 10月10日、JCBホールにてソロ活動10周年イベントとしてMASTER OF MUSICを開催。

2010年
- 3月10日、DVD『LOW IQ 01 presents MASTER OF MUSIC』をリリース。TOWER RECORDSチャートでは1位を記録。
- 11月11日、LOW IQ 01 & THE RHYTHM MAKERS+を始動。

2012年
- 10月15日、シングル『a room with a view』発売を取り上げたRolling Stone日本版にてプロレスラー蝶野正洋と対談[7]。

2013年
- PUFFYの脱ディストピアで初の楽曲提供。

2014年
- 5月21日、ソロ15周年を記念し、ぴあの企画で結成10周年となるFRONTIER BACKYARDのTGMXとアニバーサリー記念対談[8]。
- 10月14日、新木場STUDIO COASTにてソロ活動15周年としてMASTER OF MUSICを開催。

2015年
- 11月14日、BRAHMAN主催の「尽未来際 ～尽未来祭～」にSUPER STUPIDとしてシークレット出演し、同バンドの16年ぶりのライブを実施して復活。同ステージにて正式に解散[9][10]。

2016年
- 自主レーベルMASTER OF MUSIC RECORDSを設立[3]。7月6日にはミニアルバム『THE BOP』をリリース。

2017年
- 5月6日、LOW IQ 01 & MAD BEAT MAKERSを一日限りの結成[11]。
- 6月7日、アルバム『Stories Noticed』発売を記念して音楽ナタリー上で参加アーティストでもあるTOSHI-LOW(BRAHMAN)と対談[12]。

2018年
- ライヴ会場限定シングル『Shine』をリリース[13]。
- 1月5日、サポートメンバ－であるフルカワユタカのアニバーサリー記念として荒井岳史(the band apart)を交えトリプル対談[14]。
- 1月26日、新代田FEVERでのOLEDICKFOGGYとのツーマンライブを前に対談を実施[15]。
- 6月6日、コーラスで参加したHUSKING BEEのアルバム発売を記念して磯部正文と対談[16]。
- 11月1日、古くからの縁でUGICHIN主催のGOOD PEOPLE SCENEでGANG PARADEと対バンを果たす[17]。

2019年
- 4月10日、アルバム『TWENTY ONE』発売を記念してmu-moにてACIDMANと対談[18]。
- 4月29日、激ロックマガジンにて茂木洋晃(G-FREAK FACTORY)とリリース記念対談[19]。
- 6月17日、新日本プロレス主催「G1 CLIMAX 29」のテーマソングに『Shine』が選ばれる[20]。
- 9月24日、ローリングストーンズにてインタビュー連載企画「LOW IQ 01の青春時代」をスタート。
- 10月6日、ソロ20周年を記念して自身初となるESPのオリジナルベースを作成[21]。
- 11月6日、激ロックマガジン上にてRED in BLUEと対談[22]。
- 11月30日、新木場STUDIO COASTにてソロ活動20周年としてLOW IQ 01 20th Anniversary “The Extravaganza”を開催。

2020年
- 1月29日、音楽ナタリーの企画で、渋谷系とAIR JAM世代のクロスオーバーついて松田岳二と対談[1]。
- 3月13日、新型コロナウイルス感染拡大防止のためライブ・フェスの中止が相次いでいる中、盟友であるMOBSTYLESの20周年イベントまでも中止になり、Instagramでスタジオライブの生配信を行う。
- 5月3日、STAYHOMEを呼びかけLOW IQ 01 & THE RHYTHM MAKERSのメンバーでリモート演奏を行い、自身のツアーが延期になったことでライブハウスに行けず自宅待機しているファンへ届ける[23][24]。
- 6月9日、自粛活動中に一人で全パートを担当した楽曲をInstagramのIGTVにて配信を行う[25]。ドラムにはKORGのCLIPHITSというキットが使用された。
- 12月24日、クリスマスプレゼントとして、2019年に開催された“The Extravaganza”よりライブ映像を公開[26][27]。

2021年
- 1月1日、CITTA'WORKSより2020年に配信されたライブからセレクトされた動画が公開された[28]。
- 4月12日、激ロックマガジンにてアイドルの神使轟く、激情の如く。と対談[29]。
- 10月6日、下北沢SHELTERの開店30周年記念イベントの一環としてワンマンライブを開催。

2022年
- 9月28日、アルバム『Adjusted』から収録曲を一部先行配信しSpotifyの公式プレイリストPunk Japanのカバーアーティストに選出される[30]。
- 12月10日、メンズファッション誌「RUDO 22AW」でインタビューを受ける。ファッションはVIRGOwearworksで固めている。

2023年
- 1月10日、アトス・インターナショナルより『Adjusted』全曲を語るインタビューを長嶋トモヒコより受ける[31]。
- 4月16日、Mobstylesの押競満寿にて季刊音楽誌『Player』上でASPARAGUSの渡邊忍と対談[32]。
- 6月19日、SATANIC CARNIVAL 2022でBRAHMANでゲスト出演したお返しにTOSHI-LOWをゲストに招くサプライズを実施。舞台裏での取材をBARKSより受ける[33]。
- 10月1日、CLUB CITTA'の35周年イベント「THE PARTY」に出演。
- 10月19日、南海電鉄なんば駅高架下のライブハウスYogibo HOLY MOUNTAINのこけら落とし公演「Namba Culture Terminal 2023 -Opening Special Week-」に出演。
- 11月12日、盛岡Club Changeの20周年記念イベントでthe band apartと対バンを果たす。
- 12月3日、KLUB COUNTER ACTION主催の25年の歴史に幕を閉じるイベントPOWER STOCK -FINAL-に出演。

2024年
- 3月20日、ソロ25周年企画として、３か月に渡りソロからメンバーが1人ずつ増えていく構成の“アタック25”を発表。
- 4月4日、Spotify O-Crestの20周年記念イベントでTHE FOREVER YOUNG、Suspended 4th、と対バンを果たす。
- 5月11日、ソロ25周年企画として、DOPING PANDAとトリオバンド同士の対バンツアー「3on3」を発表。
- 11月9日、ソロ25周年を記念したワンマンライブ「チャレンジ25」を自身初となる日比谷野外大音楽堂にて開催。チケットはソールドアウトし、多数のゲストボーカルとサポートミュージシャンを迎え大盛況で終えた。
- 11月16日、伊勢神宮のおかげ横丁での初の音楽フェス「伊勢おかげ嬉楽祭」に出演、トリを飾り大盛況を収める。

2025年
トリオバンド同士での対バンツアー「3on3」を、CAPTAIN HEDGE HOGを迎えて8月2日より全国5箇所(東京、名古屋、大阪、水戸、石巻)で開催予定。

## 活動名義について
「LOW IQ」は、本人の中学時代のあだ名である。あまりに成績が悪すぎたため、こう呼ばれていた。「01」は本名の「市川（いちかわ）」に由来する。音源をリリースする際の名義は「LOW IQ 01」であるが、ライブを行う際は後述のように様々な形態、名義で行う。「LOW IQ 01」として単独でアコースティックライブを行うこともある。
盟友、およびファンを指して「市川芸人」と呼称している。

### MASTER LOW／LOW IQ 01 & MASTER LOW
LOW IQ 01と複数名のサポートメンバーで演奏するというスタイル。SCAFULL KING、FRONTIER BACKYARD、CUBISMO GRAFICO FIVE、NEIL&IRAIZAなどでも活躍するミュージシャンが参加している。
AIR JAM2000出演時には、DrにHi-STANDARDの恒岡章、BassにSIONが参加している。
2007年4月から「LOW IQ &THE BEAT BREAKER」と区別するためにメジャーデビューを機にLOW IQ 01 & MASTER LOWへ変更。
- メンバー

LOW IQ 01(Vo. Gt. Sax. )(SUPER STUPID)
TDC(Drs.)／TGMX(Gt. Cho. Tp.)(SCAFULL KING,FRONTIER BACKYARD)
KENZI(Gt. Cho.)(MINE)
MURATA SHIGE(Ba.) (□□□)
CHABE(Perc.)(CUBISMO GRAFICO)
NARI(Sax. Cho.)(WUJA BIN BIN)

### LOW IQ & THE BEAT BREAKER
2007年より始動。LOW IQ 01とHi-STANDARDやCUBISMO GRAFICO FIVEのドラマーで活躍する恒岡章の二人によるユニット。
- メンバー

LOW IQ 01(Vo.Gt.)(SUPER STUPID)
恒岡章(Drs.)(Hi-STANDARD,CUBISMO GRAFICO FIVE)

### LOW IQ 01 & ANOTHER BEAT BREAKER
THE BEAT BREAKERと区別するために作られた名義。ベースとギターのバッキングとフレーズの3つの音をESPの改造ギターで鳴らすテクニカルな編成。
- メンバー（ドラムは時によって変わる。）

LOW IQ 01(Vo.Ba.)
TDC(Drs.)／DAZE(Drs. Cho)

### LOW IQ 01 & THE RHYTHM MAKERS　(2008～2016)
2008年より始動。LOW IQ 01がギタリストを務め、サポートベーシスト及びドラマーを迎えたスリーピース形態。ツインドラムの編成となる""LOW IQ 01 & THE RHYTHM MAKERS+""という名義も存在する。
- メンバー

LOW IQ 01(Vo.Gt.)
TDC(Drs.)
村田シゲ(Ba.)

### LOW IQ 01 & MIGHTY BEAT MAKERS
2013年に赤坂BLITZで行ったa room with a viewのレコ発ワンマンで始動。2015年にはこの形態で東名阪のCLUB QUATTROを回るツアーが開催された。また2016年にはこのメンバーでバンドとしてレコーディングを行ったミニアルバム「THE BOP」をリリースした。
- メンバー

LOW IQ 01(Vo.Gt.)
渡邉忍(G.)（ASPARAGUS）
日向秀和(Ba.)（ストレイテナー、Nothing's Carved In Stone）
TDC(Drs.)

### LOW IQ 01 & THE RHYTHM MAKERS　(2016～）
SUPER STUPID復活劇よりベースを演奏し、フルカワユタカとDAZEを迎えての形態となる。ツインギターの編成となる""LOW IQ 01 & THE RHYTHM MAKERS+""という名義も存在する。
- メンバー（ギター、ドラムは時によって変わる。）

LOW IQ 01(Vo.Ba.）
フルカワユタカ(Gt. Cho）（DOPING PANDA）／渡邉忍(Gt.)(主に+名義の際参加)
DAZE(Drs. Cho)（fam、THE FIREWOOD PROJECT）
BECK(Drs.Cho)(FOUR GET ME A NOTS)(主にDAZEが出演不可能な場合に参加)

### LOW IQ 01 & MAD BEAT MAKERS
2017年にSOUND SHOOTERで行ったライブで結成されたバンド。
- メンバー

LOW IQ 01（Vo.Ba.）
滝善充（Gt.）（9mm Parabellum Bullet）
安野勇太（Gt.）（HAWAIIAN6）
ピエール中野（Drs.)（凛として時雨）

### LOW IQ 01 & New Acoustic Blenders
2021年のNew Acoustic Campの大トリを務める際に特別編成されたバンド。バックバンドにOAUを迎えている。
- メンバー

LOW IQ 01(Vo.A.Gt.)
MARTIN(Vn)／KAKUEI(Perc.)／KOHKI(A.Gt.)／MAKOTO(Cb.)／RONZI(Drs.)（OAU）

## ディスコグラフィー

### 参加作品
| 発売日                                      | タイトル                                                         | 規格品番                            | 形態                 | 収録曲 |
| ------------------------------------------- | ---------------------------------------------------------------- | ----------------------------------- | -------------------- | --- |
| 1997年11月20日                              | MAD PANIC COASTER                                                |                                     | Game Soft            | ＊ゲーム内の楽曲演奏に参加(通称:森の仲間達) 全23曲が収録されているが、Short Ver.などが多く実際は10曲前後。PCで楽曲が読み込めるようになっている。 |
| 2000年2月19日                               | MAD MAXX                                                         | SOMC-0003                           | オムニバス           | 5.THE SHOW CASE(THREE THE HARD WAY) feat.ZEEBRA&UBG FAMILY                                                                                       |
| 2000年2月23日                               | SHAKKAZOMBIE「S-SENSE 2000」                                     | CTCR-14152                          | アルバム             | 2. IT’S LIKE THAT(MASTER LOW REMIX) |
| 2000年11月22日                              | Ska Stock-TRIBUTE TO THE SKATALITES                              | AVCD-11868                          | オムニバス           | 4.ALLEY PANG / STUDIO 9（SCAFULL KING + LOW IQ 01 + 堀江博久）                                                                                   |
| 2001年3月28日                               | JOY RIDE-矢沢永吉スーパーカバートラックス                        | TOCT-24570                          | オムニバス           | 2.ROCKIN' MY HEART / P.M.9ers（Vocal,Bassでの参加）                                                                                              |
| 2001年5月12日                               | DEVILOCK PLUS VOL.2                                              | DVLCK-200002                        | オムニバス           | 4.STEREO SPEAKER |
| 2001年10月3日                               | REVOLVER FLAVOUR                                                 | TFCC-87099                          | シングル             | 1.REVOLVER FLAVOUR（Bassでの参加) 2.REVOLVER FLAVOUR(DJ WATARAI REMIX) 3.VAPOR                                                                   |
| 2002年8月9日                                | CUBISMO GRAFICO「untitled」                                      | XQAV-1024                           | オムニバス           | 6.Public Image Unlimited feat.LOW IQ 01 |
| 2002年10月23日                              | BEAT OFFENDERS〜 A TRIBUTE TO THE COLLECTORS                     | AMCT-10009                          | オムニバス           | 1.プ・ラ・モ・デ・ル / THE POAKS(Bassでの参加) 3.TOO MUCH ROMANTIC! / BEEFEATER（Vocal,Bassでの参加）                                            |
| 2003年4月9日                                | this is CLASH grooves                                            | HMS-0036                            | オムニバス           | 1. JANIE JONES(LOW IQ 01 feat. MARTIN KINOO) |
| 2003年7月24日                               | EVOLVER FLAVOUR「TWISTED GALAXY」                                | TFCC-89075                          | シングル             | 1.TWISTED GALAXY feat.DABO&LOW-IQ-01 2.INVASION 3.TWISTED GALAXY(BL REMIX)                                                                       |
| 2003年8月27日                               | CAROL TRIBUTE                                                    | UPCH-1276                           | オムニバス           | 12.カモン・ベイビー |
| 2004年3月17日(初回盤) 2004年3月22日(通常版) | LONDON PUNK 1977 Tribute Album                                   | VIZL-107 VICL-61272                 | オムニバス           | 9.Janie Jones(Janies too bad Remix) feat.MARTIN KINOO                                                                                            |
| 2004年7月14日                               | MOSH PIT ON DISNEY                                               | RR12-88448                          | シングル             | 1. A WHOLE NEW WORLD ※スプリットアナログ (LOW IQ 01 vs ACIDMAN)                                                                                  |
| 2004年7月28日                               | MOSH PIT ON DISNEY                                               | AVCW-12387                          | オムニバス           | 3. A WHOLE NEW WORLD (ALADDIN) |
| 2004年9月8日                                | TRIBUTE TO YMO                                                   | IDCA-1018                           | オムニバス           | 1. Rydeen |
| 2004年9月29日                               | COZY HOTELS~AT THE MIDNIGHT~                                     | CTCR-14378                          | オムニバス           | 4. 2,831 |
| 2004年12月3日                               | G.LASTS・・・TRIBUTE TO GODZILLA 50TH                            | UICO-4006                           | オムニバス           | 5. GODZILLA |
| 2005年1月26日                               | CLUB SKA SCORCHER                                                | HMD-0049                            | オムニバス           | 5.FADE AWAY |
| 2005年2月23日                               | ROCK MOTOWN                                                      | AVCW-12422                          | オムニバス           | 3. ABC |
| 2005年11月23日                              | THE BASEMENT TRACKS~10 YEARS SOUNDTRACK OF 7STARS~               | TFCC-86188                          | オムニバス           | 2. Chapter01 |
| 2006年5月10日                               | ROCK THE ULTRAMAN                                                | AVCD-17953                          | オムニバス           | 1.ウルトラQ |
| 2007年3月21日                               | HUSKING BEE                                                      | TFCC-86216                          | トリビュートアルバム | 1.HB EARLY TRACKS |
| 2007年7月25日                               | PINK&BLACK                                                       | VIZL-245 VICL-62429                 | オムニバス           | 1.THIRTEEN |
| 2007年10月10日                              | LE TOUR DE DANCE SOUND TRAXXX                                    | TOCT-26363                          | オムニバス           | 1.MACKDADDY |
| 2008年3月19日                               | JeNnY SPECIAL COLLECTION～NEW STYLE OF '80s HITS                 | AVCD-23440                          | オムニバス           | 6.TIME AFTER TIME(Cyndi Lauper) feat.土岐麻子 |
| 2008年8月8日                                | CUBISMO GRAFICO FIVE「Pleasures」                                | NIW-032                             | アルバム             | 7.Beautiful Name feat.LOW IQ 01 |
| 2009年1月14日                               | DISOSCILLATORS「LAST ROCKERS」                                   | CTCR-14607                          | アルバム             | 10.SHOULD I STAY OR SHOULD I GO feat.LOW IQ 01（THE CLASH）                                                                                      |
| 2009年7月22日                               | BOOMANIA〜THE BOOM SPECIAL BEST COVERS〜                         | VFCV-00044                          | オムニバス           | DISC 2 1.島唄 |
| 2009年8月5日                                | 2 TONE RECORDS TRIBUTE ALBUM                                     | CTCR-14641 CTCR-14642               | オムニバス           | 1.RAT RACE（SPECIALS） |
| 2010年1月27日                               | NO MUSIC, NO LIFE. SONGS                                         | RZCD-46471 RZCD-46473 RZCD-46475    | オムニバス           | DISC1-1.MUSIC MATCHES TUNING OF THE WORLD ～NO MUSIC, NO LIFE.～                                                                                 |
| 2010年7月28日                               | ROCK STITCH                                                      | AVCW-12789                          | オムニバス           | 3. Devil In Disguise(悲しき悪魔) |
| 2011年3月23日                               | My Tunes supported by SPACE SHOWER TV                            | DDCB-11202                          | オムニバス           | 4.HOLY AND BRIGHT |
| 2012年3月14日                               | VANS COMPILATION LOUD SESSION!!!! VANS×BANDS 2                   | VANS-0002                           | オムニバス           | 1.A.K.F. |
| 2012年4月4日                                | NEVERMIND TRIBUTE                                                | UMCF-1072                           | オムニバス           | 2.In Bloom |
| 2012年7月4日                                | PUFFY COVERS                                                     | KSCL-2061                           | オムニバス           | 2.MOTHER |
| 2012年11月7日                               | TGMXの音楽関係                                                   | NIW-83                              | オムニバス           | 9.DON'T STAND ON MY WAY |
| 2013年3月22日                               | IMMORTALITY                                                      | TRCP-110 TRCP-111 TRCP-112 TRCP-113 | オムニバス           | 6.WAY IT IS（DEVILOCK NIGHT THE FINAL live version） / LOW IQ 01 & MASTER LOW                                                                    |
| 2014年1月29日                               | Yes, We Love butchers ～Tribute to bloodthirsty butchers～ Mumps | CRCP-40358                          | オムニバス           | 7.ファウスト |
| 2014年6月11日                               | The Broccasion -music inspired by BACK DROP BOMB-                | CTCR-14827                          | オムニバス           | 6.LOW IQ 01と曾田茂一 / TURN ON THE LIGHT |
| 2014年12月17日                              | PLAYTHINGS 2                                                     | DK-8                                | オムニバス           | 2.Hangover Weekend |
| 2018年1月10日                               | フルカワユタカ「Yesterday Today Tomorrow」                       | NIW137                              | アルバム             | 1. revelation |
| 2018年6月6日                                | HUSKING BEE「Lacrima」                                           | CRCP-40555                          | アルバム             | 3. Enjoy |
| 2018年9月19日                               | the band apart「tribute to the band apart」                      | asg-042                             | トリビュートアルバム | 4. beautiful vanity |
| 2019年3月22日                               | 大高ジャッキー「Family Tree」                                    |                                     | アルバム             | 2. Family Tree feat. LOW IQ 01 |
| 2020年1月22日                               | TOTALFAT「MILESTONE」                                            | RX-169                              | アルバム             | 2. Welcome to Our Neighborhood feat. LOW IQ 01                                                                                                   |
| 2020年1月22日                               | 大高ジャッキー「毒少女的記録」                                   |                                     | デジタルアルバム     | 4. Family Tree feat. LOW IQ 01 (Remix) |

## ミュージックビデオ
| 監督                        | 曲名 |
| UGICHIN                     | 「SWEAR」「So Easy」 |
| 遠藤主任                    | 「DIS IT (Short Ver.)」「DISAPPEAR (Short Ver.)」」「GOT LUCKY (Short Ver.)」「NOT ALONE」「T･O･A･S･T (Short Ver.)」「a room with a view (Short Ver.) 」             |
| 大川裕明 & LOW IQ 01        | 「LOW-D / A.F.U.」 |
| 加藤マニ                    | 「Makin' Magic -Meister Law-(Short Ver.)」「Meister Law -Medley-」                                                                                                   |
| 窪田慎/福田哲丸（快速東京） | 「Shed Your Skin (Short Ver.)」 |
| 栗田裕介                    | 「HOLY AND BRIGHT (My Tunes SESSION ver.) (LOW IQ 01＆THE RHYTHM MAKERS feat. カトウタロウ＆KEISHI（Riddim Saunter）＆RINDA（FAT PROP）)」                           |
| 山崎賢                      | 「A WHOLE NEW WORLD」 |
| HIDEAKI YOSHIKAWA           | 「WAY IT IS」 |
| 武藤義明                    | 「Snowman」「Delusions of Grandeur feat. 細美武士」「Luster feat. トーキョー・タナカ」「GO」「Thorn in My Side」「Out in Bloom」「Starting Over feat. the LOW-ATUS」 |
| 不明                        | 「YOU WOULDN'T KNOW」「CHANCES」「MAKIN' MAGIC」「RULES」「Miracle」「TAKE A LOOK...」「YOUR COLOR」                                                                 |

## タイアップ
| 曲名     | タイアップ |
| -------- | --- |
| Takeover | プロレスラー柴田勝頼の入場曲（未音源化）                                                                                      |
| GARDEN   | テレビ東京系「モヤモヤさまぁ～ず2」エンディングテーマ（2011年4月 - 6月）                                                      |
| GO       | テレビ神奈川「青春音楽バラエティ吉井さん 〜オヤジの音楽狩り〜」4月テーマ（2019年4月）                                         |
| Shine    | テレビ朝日系「ワールドプロレスリング」ファイティングミュージック（2019年4月 - 7月） 新日本プロレス『G1CLIMAX 29』テーマソング |

## メディア出演

### ラジオ
- 渋谷のナイト (月一回、火曜日 19:05 - 21:50‐公開生放送(再放送あり)-(渋谷のラジオ)
- 渋谷の通信部（月一回、金曜日 20:00 - 21:00‐収録放送-(渋谷のラジオ)
- 渋谷のラジオの今週の01本！（週一回、日曜日 16:00 - 15:00‐生放送-(渋谷のラジオ)

### TV
- ミュージックステーション（1995年12月22日、テレビ朝日） 小沢健二のベースサポートを担当[40][41]。
- COUNT DOWN TV（1995年12月23日、TBSテレビ） 小沢健二のベースサポートを担当[42][43]。

## 主なライブ

### 主催イベント
太字は乱入したゲスト
| タイトル                                                                  | 日程・会場 | 出演 | 備考 |
| ------------------------------------------------------------------------- | --- | --- | --- |
| “MASTER LOW FOR...” release party!                                        | 2008年6月30日 恵比寿LIQUIDROOM | LOW IQ 01&MASTER LOW | アルバム『MASTER LOW FOR...』発売記念 チケットは完売                                                       |
| LOW IQ 01 presents MASTER OF MUSIC                                        | 2009年10月10日 JCBホール | ACIDMAN/BRAHMAN/Ken Yokoyama MASTER LOW TAKA(BACK DROP BOMB)/磯部正文(HUSKING BEE) LOW IQ&THE BEAT BREAKER LOW IQ 01&THE RHYTHM MAKERS | ソロ活動10周年記念 チケットは完売                                                                          |
| LOW IQ 01 & THE RHYTHM MAKERS+ ワンマンライブ                             | 2010年11月11日 恵比寿LIQUIDROOM | LOW IQ 01&THE RHYTHM MAKERS+ 磯部正文(HUSKING BEE) | Bunta (TOTALFAT)が加わるツインドラム編成 チケットは完売                                                    |
| a room with a view -special one night show-                               | 2013年1月11日 赤坂BLITZ | LOW IQ 01&MIGHTY BEAT MAKERS TOSHI-LOW(BRAHMAN) | シングル『a room with a view』発売記念 チケットは完売                                                      |
| LOW IQ 01 15th Anniversary Special Party “MASTER OF MUSIC”                | 2014年10月4日 STUDIO COAST | ストレイテナー/10-FEET MASTER LOW | ソロ活動15周年記念 チケットは完売                                                                          |
| MASTER OF MUSIC 2015                                                      | 2015年12月10日 STUDIO COAST | Nothing's Carved In Stone LOW IQ 01 produced by MASTER LOW | 本人ではなくMASTER LOWが全面プロデュースを行う チケットは完売                                              |
| MASTER OF MUSIC 2016                                                      | 2016年12月13日 SHIBUYA O-EAST | MINE/BRAHMAN MASTER LOW | チケットは完売                                                                                             |
| MASTER OF MUSIC 2017                                                      | 2017年12月13日 SHIBUYA O-EAST | dustbox MASTER LOW | ゲストとしてトーキョー・タナカ(MAN WITH A MISSION)が出演 チケットは完売                                    |
| MASTER OF MUSIC 2018                                                      | 2018年12月13日 SHIBUYA O-EAST | ヤバイTシャツ屋さん LOW IQ 01&THE RHYTHM MAKERS+/MASTER LOW 磯部正文(HUSKING BEE)/TOSHI-LOW(BRAHMAN) | チケットは完売                                                                                             |
| LOW IQ 01 20th Anniversary “DRUMMERS SESSION”                             | 2019年2月5日 渋谷WWW | LOW IQ 01（Vo.Ba.） フルカワユタカ（G. Cho） - 一瀬正和 (ASPARAGUS/MONOEYES) - BECK(FOUR GET ME A NOTS) - Bunta (TOTALFAT) - 山﨑聖之 (fam/The Firewood Project/The Yasuno N°5 Group) - 福田”TDC”忠章 (FRONTIER BACKYARD/SCAFULL KING) shun(TOTALFAT)/原 直央(ASPARAGUS)                                                     | ソロ活動20周年記念 過去にセッションしたことのあるドラマーが集結した チケットは完売                         |
| LOW IQ 01 20th Anniversary “The Extravaganza”                             | 2019年11月30日 STUDIO COAST | BRAHMAN/SCAFULL KING/MONOEYES LOW IQ 01&MIGHTY BEAT MAKERS/MASTER LOW 中邑珍輔(西口プロレス) ホリエアツシ(ストレイテナー)/磯部正文(HUSKING BEE) LOW IQ 01&THE RHYTHM MAKERS | ソロ活動20周年記念ライヴ チケットは完売                                                                    |
| MASTER OF MUSIC 2019                                                      | 2019年12月13日 SHIBUYA O-EAST | HAWAIIAN6 LOW IQ 01&THE RHYTHM MAKERS+/MASTER LOW 善し(COWCOW)/磯部正文(HUSKING BEE) | チケットは完売 パフォーマンスの最中に転倒し骨折した                                                        |
| LOW IQ 01 DRUMMERS SESSION VOL.2                                          | 2020年2月20日 新代田FEVER | LOW IQ 01（Vo.Ba.） フルカワユタカ（G. Cho） - 一瀬正和 (ASPARAGUS/MONOEYES) - RONZI (BRAHMAN) - 柏倉隆史(toe/the HIATUS) - 山﨑聖之 (fam/The Firewood Project/The Yasuno N°5 Group) - 福田”TDC”忠章 (FRONTIER BACKYARD/SCAFULL KING) 渡部“PxOxN”寛之(G-FREAK FACTORY) masasucks(the HIATUS) TOSHI-LOW,KOHKI,MAKOTO(BRAHMAN) | 過去にセッション、またはその可能性のあったドラマーが集結した チケットは完売                                |
| 9841                                                                      | 2020年3月13日 | LOW IQ 01&THE RHYTHM MAKERS 福田”TDC”忠章 (FRONTIER BACKYARD/SCAFULL KING) | Instagramにて生配信（アーカイブあり） カメラマンとして橋本塁も参加                                         |
| LOW IQ 01 Acoustic Show 〜LIVE LOVERS〜 eplus living room cafe&dining     | 2020年7月28日 | LOW IQ 01 | streaming+にて生配信（アーカイブあり） MC；田原104洋                                                       |
| LOW IQ 01 & THE RHYTHM MAKERS 生配信ライブ〜60分１本勝負〜                | 2020年8月8日 | LOW IQ 01&THE RHYTHM MAKERS | streaming+にて生配信（アーカイブあり）                                                                     |
| LOW IQ 01 & ANOTHER BEAT BREAKER ／LOW IQ 01 弾語り 2本立て90分配信ライブ | 2020年10月17日 西川口Hearts | LOW IQ 01 LOW IQ 01 & ANOTHER BEAT BREAKER | streaming+にて配信（アーカイブあり）                                                                       |
| LOW IQ 01 50th Anniversary MASTER OF MUSIC 2020                           | 2020年12月13日 渋谷WWW X | LOW IQ 01&THE RHYTHM MAKERS+ | streaming+にて配信（アーカイブあり） 初回配信限定でInstagramにて「LOW IQ 01 50祭」と題しメンバートークあり |
| LOW IQ 01 LIVE 2021 ～ Alive and Well ～                                  | 2021年7月21日 CLUB CITTA' | LOW IQ 01&THE RHYTHM MAKERS+ | まん延防止等重点措置のため人数制限実施                                                                     |
| MASTER OF MUSIC 2021                                                      | 2021年12月13日 CLUB CITTA' | LOW IQ 01&THE RHYTHM MAKERS+ LOW IQ 01&MASTER LOW | まん延防止等重点措置のため人数制限実施                                                                     |
| New Acoustic Things                                                       | 2022年6月26日 ビルボードライブ大阪 2022年7月1日 ビルボードライブ東京                                                                    | LOW IQ 01 & New Acoustic Blenders | 自身初となるビルボードライブでの開催                                                                       |
| 夏のMOM                                                                   | 2022年7月13日 CLUB CITTA' | LOW IQ 01&MASTER LOW TOSHI-LOW-IQ-01 LOW IQ 01&THE RHYTHM MAKERS+ 原 直央(ASPARAGUS) | チケットは完売、2階席の追加あり                                                                            |
| MASTER OF MUSIC 2022                                                      | 2022年12月13日 CLUB CITTA' | LOW IQ 01&THE RHYTHM MAKERS イッチャンアッチャン LOW IQ 01&MASTER LOW | |
| MASTER OF MUSIC 2023                                                      | 2023年12月13日 Spotify O-EAST | LOW IQ 01&THE RHYTHM MAKERS LOW-ATUS LOW IQ 01&MASTER LOW | チケットは完売。4年ぶりに渋谷での開催                                                                      |
| ソロ25周年企画第01弾 "アタック25"                                         | 2024年5月11日 MUSIC STUDIO OLIVE 2024年6月16日 下北沢シェルター 2024年7月21日 下北沢シェルター 2024年10月6日 F.A.D YOKOHAMA（追加公演） | LOW IQ 01 LOW IQ 01 & ANOTHER BEAT BREAKER LOW IQ 01&THE RHYTHM MAKERS LOW IQ 01&THE RHYTHM MAKERS+／SHORT CIRCUIT | ソロからメンバーが一人ずつ増えていく編成                                                                   |
| ソロ25周年企画第03弾 "25th 01 MAN SHOW"                                   | 2024年7月7日 CLUB CITTA' | LOW IQ 01&MASTER LOW | 7年ぶりにMASTER LOWとしてのロングセットワンマンライブ                                                      |
| ソロ25周年企画第04弾 "チャレンジ25"                                       | 2024年11月9日 日比谷野外大音楽堂 | LOW IQ 01 & THE RHYTHM MAKERS+ ゲストボーカル - TOSHI-LOW(BRAHMAN) - 白川貴善(BACK DROP BOMB) - ホリエアツシ(ストレイテナー) - 大木伸夫(ACIDMAN) サポートミュージシャン - TGMX／AKIRATT(SCAFULL KING) | チケットはソールドアウト 自身初となる日比谷野外大音楽堂にて開催                                            |
| MASTER OF MUSIC 2024                                                      | 2024年12月13日 Spotify O-EAST | LOW IQ 01&THE RHYTHM MAKERS+ G-FREAK FACTORY LOW IQ 01&MASTER LOW | |